# Yamaha Motors Football Club 1991-1992
Questa voce raccoglie le informazioni riguardanti lo Yamaha Motors Football Club nelle competizioni ufficiali della stagione 1991-1992.

## Stagione
Uscito presto dalle coppe e affidato in estate a Kazuaki Nagasawa, lo Yamaha Motors ritornò tra le posizioni alte della classifica, concludendo al terzo posto. Ciononostante la squadra decise di mantenere lo status di club amatoriale, rinunciando all'iscrizione alla neocostituita J. League.

## Maglie e sponsor
Le magliette, prodotte dalla Puma, recano sulla parte anteriore il logo della Yamaha
| Manica sinistra · Manica sinistra · Maglietta · Maglietta · Manica destra · Manica destra · Pantaloncini · Calzettoni | Manica sinistra · Manica sinistra · Maglietta · Maglietta · Manica destra · Manica destra · Pantaloncini · Calzettoni |  |

## Organigramma societario
Area tecnica
- Direttore tecnico: Masakazu Suzuki
- Allenatore: Kazuaki Nagasawa
- Vice allenatore: Masakuni Yamamoto
- Collaboratore tecnico: Tatsuya Mochizuki
- Preparatore atletico: Teruo Hajisawa

## Rosa
| N. |                     | Ruolo | Calciatore                     |
| -- | ------------------- | ----- | ------------------------------ |
| 1  | Giappone (bandiera) | P     | Shinichi Morishita             |
| 2  | Giappone (bandiera) | D     | Tomoyuki Ishii                 |
| 3  | Giappone (bandiera) | D     | Michihisa Date                 |
| 4  | Giappone (bandiera) | D     | Masanori Higashikawa           |
| 5  | Brasile (bandiera)  | D     | Alberto                        |
| 6  | Giappone (bandiera) | C     | Toshihiko Sawa                 |
| 7  | Giappone (bandiera) | D     | Masaaki Yanagishita (capitano) |
| 8  | Giappone (bandiera) | C     | Masao Sugimoto                 |
| 9  | Giappone (bandiera) | A     | Masashi Nakayama               |
| 10 | Brasile (bandiera)  | C     | André                          |
| 11 | Brasile (bandiera)  | C     | Serginho                       |
| 12 | Giappone (bandiera) | C     | Mamoru Kishimoto               |
| 13 | Giappone (bandiera) | D     | Taiji Yoto                     |
| 14 | Giappone (bandiera) | D     | Tetsu Nagasawa                 |

| N. |                     | Ruolo | Calciatore          |
| -- | ------------------- | ----- | ------------------- |
| 15 | Giappone (bandiera) | C     | Mitsunori Yoshida   |
| 16 | Giappone (bandiera) | C     | Takao Ōishi         |
| 17 | Giappone (bandiera) | C     | Atsushi Uchiyama    |
| 18 | Giappone (bandiera) | C     | Michihiro Oishi     |
| 19 | Giappone (bandiera) | D     | Takeshi Yonezawa    |
| 20 | Giappone (bandiera) | D     | Yasuyuki Iwasaki    |
| 21 | Giappone (bandiera) | P     | Yūshi Ozaki         |
| 22 | Giappone (bandiera) | C     | Kenji Komata        |
| 23 | Giappone (bandiera) | D     | Toshihiro Yoshimura |
| 24 | Giappone (bandiera) | C     | Yasuyoshi Hanba     |
| 25 | Giappone (bandiera) | P     | Seiya Hamano        |
| 26 | Giappone (bandiera) | A     | Yuji Abe            |
| 27 | Giappone (bandiera) | C     | Junichi Sugiyama    |
| 28 | Giappone (bandiera) | A     | Atsushi Minatoya    |

## Statistiche

### Statistiche di squadra
| Competizione          | Punti | Totale | Totale | Totale | Totale | Totale | Totale | DR |
| Competizione          | Punti | G      | V      | N      | P      | Gf     | Gs     | DR |
| --------------------- | ----- | ------ | ------ | ------ | ------ | ------ | ------ | -- |
| JSL Division 1        | 36    | 22     | 11     | 3      | 8      | 30     | 31     | -1 |
| JSL Cup               | -     | 1      | 0      | 0      | 1      | 1      | 3      | -2 |
| Coppa dell'Imperatore | -     | 2      | 1      | 0      | 1      | 4      | 2      | +2 |
| Totale                | -     | 25     | 12     | 4      | 10     | 35     | 36     | -1 |